# Якобень (Сучава)
Якобень, Якобені (рум. Iacobeni) — село у повіті Сучава в Румунії. Адміністративний центр комуни Якобень.
Село розташоване на відстані 337 км на північ від Бухареста, 75 км на захід від Сучави, 148 км на північний схід від Клуж-Напоки.

## Населення
За даними перепису населення 2002 року у селі проживали 2044 особи.
Національний склад населення села:
| Національність | Кількість осіб | Відсоток |
| -------------- | -------------- | -------- |
| румуни         | 2032           | 99,4%    |
| німці          | 8              | 0,4%     |

Рідною мовою назвали:
| Мова      | Кількість осіб | Відсоток |
| --------- | -------------- | -------- |
| румунська | 2033           | 99,5%    |
| німецька  | 9              | 0,4%     |